# Héctor Echavarría
Héctor Echavarría (Corrientes, 6 de diciembre de 1969) es un actor, guionista, director de cine, activista, empresario, filántropo, y excampeón del mundo de maestro de artes marciales argentino.
En su país de origen es recordado por su participación en los films de comedia y acción Los extermineitors y sus dos secuelas, al igual que la serie Brigada Cola, basada en estos. Con el correr de los años desarrolló una carrera en Estados Unidos, protagonizando películas de acción y artes marciales, varias de las cuales ha dirigido, escrito o producido.

## Biografía
Héctor Echavarría nació en Corrientes, Argentina el 6 de diciembre de 1969. Mide 5’11” (1.80 m) y pesa 186 libras (84.4 kg). De niño sufrió de asma y sus padres recuerdan turnarse hamacándole en una silla para que pudiera respirar. Su padre buscó ayuda y finalmente la encontró en la acupuntura y en las enseñanzas del Gran Maestro Tung Kou Tsao.
Aunque el futuro luchador solamente tenía cuatro años, el Maestro Tung le recomendó aprender Tai Chi Chuan, porque le ayudaría con su problema respiratorio. Fue entonces cuando a esta temprana edad Héctor empezó a aprender Tai Chi Chuan y Boxeo Chino. A los seis años ya había empezado a entrenar en Judo (2º dan) y Jiujitsu (2º dan) bajo el Gran Maestro Miyamoto de Kodokan y diez años más tarde ya era un conocedor de Karate (7º dan), Kung Fu (7º dan) y Taekwondo (5º dan), convirtiéndose en un atleta completo. Fue en este momento cuando se convirtió en el kickboxer más joven, al entrar en un ring profesional con 14 años de edad y en su ciudad natal de Corrientes.
Algunas fuentes sugieren que Echavarría empezó a pelear en las calles por dinero. Cuando tenía 14 años habría sido advertido por la Justicia de que abandonara esa actividad, y es entonces que decide convertirse en un peleador profesional. Al poco tiempo viaja a los Estados Unidos por primera vez.
Allí fue donde entrenó bajo el Gran Maestro Robert Trias. Finalmente, Ed Parker (quien había ayudado a Bruce Lee en el cine) descubrió a Echavarría. Su carisma lo hizo destacarse en el ring, y luego lo llevaría al cine.
Mientras buscaba lugar para abrir un gimnasio en Miami, conoció a la publicista de la serie televisiva “Miami Vice”, Carol Meyers, quien lo llevó a actuar y le consiguió una primera audición. Héctor Echavarría apareció en el primer capítulo de la temporada de "Miami Vice" de 1987 “Down for the Count”.
Varios años más tarde, mientras hacía una demostración en televisión, un productor argentino lo vio y le dio un papel en la película de acción “Los Extermineitors”. El éxito de “Los Extermineitors” se convirtió en dos películas más y posteriormente en “Brigada Cola”, una serie televisiva de acción y comedia. Finalmente, ayudó a crear una historieta basada en sus habilidades de artista marcial en la revista “Billiken”. Actualmente, Echavarría tiene su propia línea de merchandising, incluyendo pósteres, juguetes, vinchas, chalecos, nunchakus, entre otros objetos.
Actualmente vive en Hollywood, California, donde ha formado su propia compañía de producción y distribución de films, llamada Destiny Entertainment Productions. Esta compañía se concentra en películas enfocadas al mercado latino de Estados Unidos trabajando junto a las estrellas y famosos productores de Hollywood.

### Trayectoria de luchador profesional
Héctor Echavarría empezó su entrenamiento en artes marciales a los 4 años y su carrera competitiva a los 14 años en su país natal, Argentina. Echavarría ha ganado torneos de kickboxing en Argentina y Sudamérica, ganando el campeonato mundial de Artes Marciales y de kickboxing en varias ocasiones.
Ha aparecido en más de 20 portadas de revistas de artes marciales y deportes como: “Black Belt Magazine”, “Inside Karate”, “Men’s Fitness” y “Martial Arts Illustrated”, entre otras. “Blackbelt Magazine” lo nombró como: “La próxima estrella del cine de artes marciales”.
Ha ayudado a campeones deportistas y estrellas de artes marciales a lograr su máximo potencial. Algunas de las celebridades y súper-atletas incluyen: Kendra Wilkinson (súperestrella de Playboy y protagonista de “The Girls Next Door”), Gia Skova (modelo internacional rusa), el 3 veces excampeón mundial de boxeo Héctor “Macho” Camacho y también el jugador de fútbol americano profesional de la NFL para los New England Patriots y ganador del Super Bowl Al Del Greco.
Fue coronado Campeón del mundo por la United State Karate Asocciation, la American Karate Asociación, la World Kick Boxing Organization, la ISKA y muchas más.

### Carrera cinematográfica
Echavarría empezó su carrera fílmica en 1987, apareciendo en la serie de televisión estadounidense Miami Vice, en el capítulo Down For The Count. Luego, coprotagonizaría Los extermineitors en 1989, obteniendo así su popularidad en Argentina.
Ha protagonizado más de 23 películas en Hollywood, como Los Bravos, Extreme Force, Death Warrior, Unrivaled, Confessions of a Pit Fighter, junto a Armand Assante, Duel Of Legends, junto a Cary-Hiroyuki Tagawa, entre otras.
En 2010 realizó una película llamada Never Surrender, en donde toma el papel protagónico como Diego Carter, un campeón mundial de lucha libre. En esta película, además de actuar, es escritor y director.
En 2013 escribió, dirigió y protagonizó Chavez Cage of Glory, junto a Danny Trejo. Luego, sirvió el rol de protagonista y director en No Way Out (Sin salida), de nuevo junto a Trejo y Estella Warren. Fue estrenada en 2018.
En 2017 Echavarria recaudó un fondo de $ 400 millones para su propio estudio de cine Destiny Media Entertainment con el objetivo de desarrollar, producir y autofinanciar 15 largometrajes en cinco años.
En 2015 Héctor filmó No Way Out, que lo tendrá coprotagonizado de nuevo con Danny Trejo y la actriz y supermodelo Estella Warren. No Way Out fue distribuido por Sony Pictures. Héctor está produciendo y actuando en películas de gran presupuesto y tiene un calendario planeado para los próximos 10 años, incluyendo películas en desarrollo como Justice for All, Bloom with Keanu Reeves, Mounds of Clay con Olga Kurylenko, Run of a Hitman protagonizada por Bruce Willis y American Hostage con el director John Moore y el productor Wyck Godfrey.

## Filmografía

### Como director
1. No Way Out (2015)
2. Chavez Cage of Glory (2012)
3. Unrivaled (2010)
4. Duel of Legends (2009)
5. Hell's Chain (2009)
6. Never Surrender (2009)
7. Death Calls (2009)

### Como guionista
1. Chavez Cage of Glory (2012)
2. Unrivaled (2010)
3. Death Warrior (2008)
4. Duel of Legends (2009)

### Como productor
1. No Way Out (2015)
2. Hunters (2014)
3. Assassins (2013)
4. Unrivaled (2010)
5. Risk for Honor (2010)
6. Death Warrior (2008)
7. Duel of Legends (2009)
8. Hell's Chain (2009)
9. Never Surrender (2009)
10. Death Calls (2009)
11. Hotel California (2008)
12. Lake Dead (2007)
13. The Falkland Man (2001)
14. Extreme Force (2001)

### Como actor
1. No Way Out (2015)  ... Juan de los Santos
2. Hunters (2014) ... Stone
3. Blood & Sweat (2014) ... Héctor Monzón
4. No Way Out (2012) ... Daniel
5. Assassins (2013) ... Daniel Del Toro
6. Unrivaled (2010) ... Ringo Durán
7. Death Warrior (2008) ... Reinero
8. Duel of Legends (2009) ... Dax Cruz
9. Hell's Chain (2009) ... Robert Santos
10. Never Surrender (2008) ... Diego Carter
11. Death Calls (2009) ... Gabriel
12. Confessions of a Pit Fighter (2005) ... Eddie Castillo
13. Cradle 2 the Grave (2003) ... Ultimate Fighter
14. The Falkland Man (2001) ... Héctor Riviera
15. El gordo y la flaca (un episodio, 2001)
16. Extreme Force (2001) ... Marcos DeSantos
17. Extermineitors III, la gran pelea final (1991)
18. Brigada cola (1992/1994) ... Héctor (tres temporadas)
19. Extermineitors II: La venganza del dragón (1990)
20. Los extermineitors (1989)
21. Miami Vice ... Batista (Down for the Count, parte 1, 1987)